# Historia de Baviera

El estado libre de Baviera en la actual República Federal de Alemania

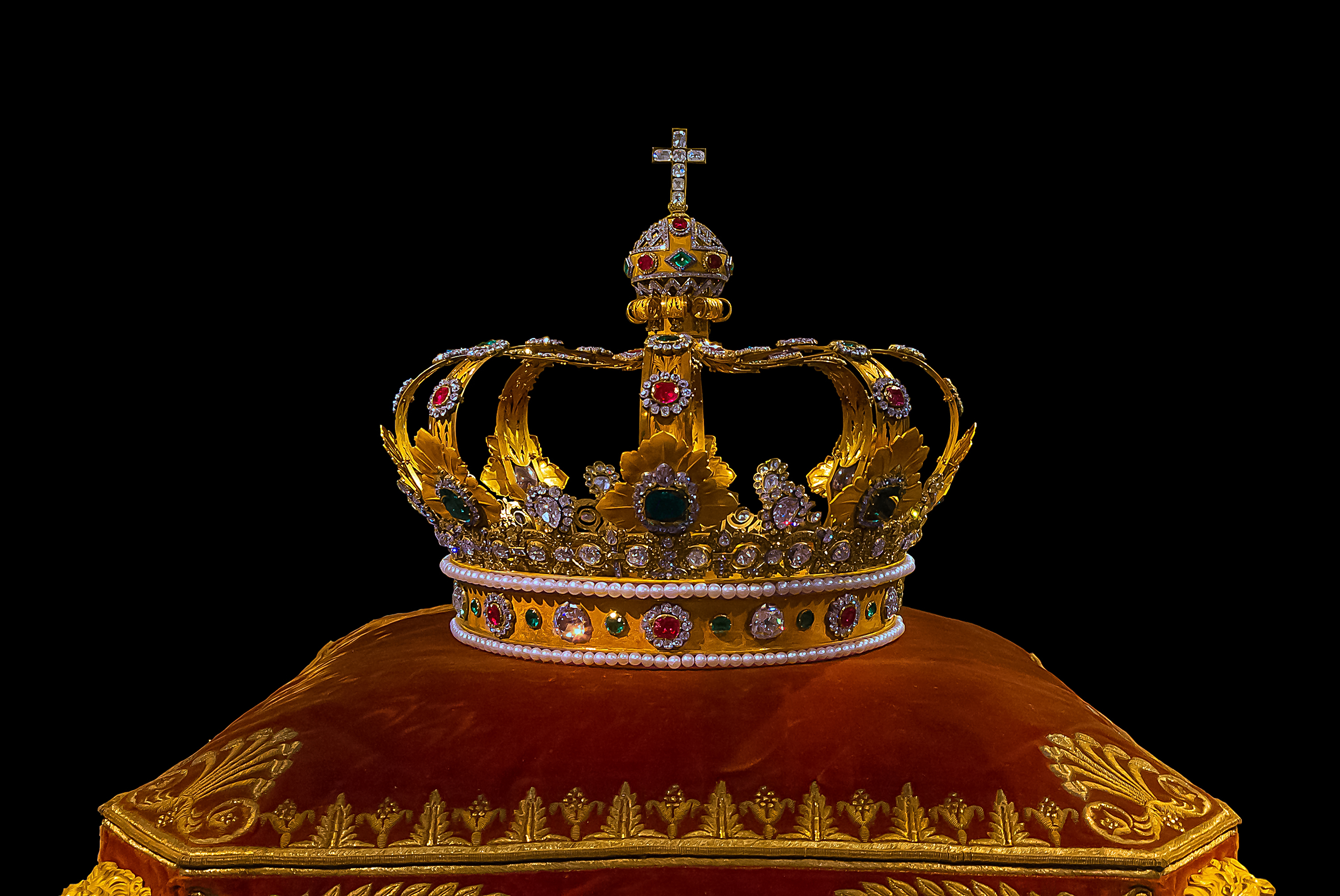
La corona de los reyes de Baviera, por Marie-Étienne Nitot (1750-1809) (joyería), Jean-Baptiste Leblond y Martin-Guillaume Biennais (1764-1843), orfebres. París, 1806-1807. Schatzkammer, Residenz, Múnich

La historia de Baviera se extiende desde sus más antiguos asentamientos y su formación como un ducado raíz en el siglo vi a su inclusión en el Sacro Imperio Romano Germánico, pasando por ser un reino independiente en el siglo xix y, finalmente, como el más extenso (70 549 km²) de los Bundesländer (estados) de la moderna Alemania.
El estado actual de Baviera (en alemán: Bayern) comprende las regiones históricas de Franconia (norte), Suabia (oeste), Baviera propiamente dicha y el Alto Palatinado (este), aunque los diferentes entes territoriales que se denominaron Baviera tuvieron extensiones variables. Aparte de la capital, Múnich, destacan sus ciudades históricas de Núremberg, Augsburgo, Ratisbona y Wurzburgo.

## De los orígenes alsigloX
Ha habido numerosos descubrimientos que se remontan al Paleolítico en Baviera. Las tierras bávaras fueron habitadas antiguamente por los celtas vindélicos. En tiempos de Julio César este territorio estaba aparentemente desierto, pero bajo Augusto figura entre las provincias romanas; estaba comprendida en la Vindelicia y Nórico. Al norte llega por el valle del Meno (Alta Franconia) al Limes Germanicus (cf. el campamento romano de Obernburgo).
Este territorio se incorporó en parte al Imperio romano y se constituyó aquí la provincia de Recia. El centro romano de la administración para esta área era el fuerte Castra Regina, conocido desde la Edad Media como Ratisbona. Desde el reinado de Marco Aurelio, Recia fue gobernada por el comandante de la Legio III Italica, cuya base estaba en el ya mencionado Castra Regina. 
Durante los últimos años del Imperio romano de Occidente, el país se encontraba casi desierto. En tiempo de las invasiones germánicas, los cuados, los marcomanos y los boios se instalaron en estas tierras. En el siglo v los boios extendieron sus posesiones por la Nórica Occidental, donde se fusionaron con tribus germánicas como los marcomanos, los turingios, los gépidos y los rugios para formar el pueblo de los bávaros. Fue ocupado por los godos en la época de Teodorico el Grande (454-526), quien lo colocó bajo el gobierno de un duque, y de esta manera se restableció cierta prosperidad en la zona.
El gentilicio bávaro fue utilizado en primer lugar por los francos en una lista de pueblos escrita hacia 520. El primer documento, que también señala su localización al este de los suevos, es la Historia de los Godos del historiador Jordanes, compuesta a partir del 551. Más tarde aparece una observación de Venancio Fortunato en la descripción de sus recorridos desde Rávena (565-571), durante los cuales había cruzado las tierras de los bávaros. Refiriéndose a los peligros del recorrido en la región, anota: «Si el camino está libre y si los bávaros no te detienen, entonces cruzas a través de los Alpes».
Este nombre de bávaros —en latín: Bai(o)arii— que se daba a los habitantes de la región quizás derive de la antigua tribu céltica de los boyos (Boii) a través del gentilicio Boiohaemun, que también dio origen al topónimo Bohemia (Reindel, 1981).
Evidencias arqueológicas de los siglos v y vi apuntan las influencias sociales y culturales de varios pueblos (los alamanes, los longobardos, los turingios, los godos o los bohemios —eslavos—) y la población local romanizada. La investigación reciente ha buscado lejos los orígenes geográficos de los bávaros. Actualmente se piensa que la pertenencia étnica tribal fue establecida por un proceso de etnogénesis: la identidad étnica se habría formado por las presiones políticas y sociales que hicieron necesaria una identidad coherente.
Los bávaros pronto cayeron bajo dominio de los francos, probablemente sin una lucha seria. Los francos vieron esta zona fronteriza como un tapón contra pueblos del este, como los avaros y los eslavos, y como fuente de hombres para el ejército. 

### Ducado franco
El ducado de Baviera estuvo en manos de la dinastía de los agilolfingos, cuyo fundador Agilulfo reinó hacia 530. Los duques eran, posiblemente, francos o bien se elegían entre las familias principales locales. Estos duques actuaban como gobernador regional para el rey franco. El primer duque conocido es Garibaldo I de Baviera (h. 540-591), miembro de la poderosa familia agilolfinga. Puede que fuera nombrado para el cargo por los reyes merovingios y se casó con la princesa lombarda Walderada cuando la Iglesia le prohibió casarse con el rey Clotario I en 555. Su hija, Teodelinda, se convirtió en reina de los lombardos en el norte de Italia, y Garibaldo se vio obligado a huir con ella cuando cayó en desgracia con sus señores francos. El sucesor de Garibaldo, Tasilón I, intentó sin éxito contener la frontera oriental de los ataques de eslavos y ávaros alrededor del año 600. El hijo de Tasilón, Garibaldo II, parece haber logrado un equilibrio de poder entre 610 y 616.
Fueron sometidos por Dagoberto I, rey de los francos austrasianos (630-660). Poco se sabe después de Garibaldo II hasta los tiempos del duque Teodón I, cuyo reinado pudo haber comenzado tan temprano como 680. Desde 696 en adelante invitó a clérigos del oeste para que organizaran iglesias y fortalecieran el cristianismo en su ducado (no queda claro en qué consistía la vida religiosa bávara antes de esta época). Su hijo Teodeberto lideró una campaña bávara decisiva para intervenir en una disputa sucesoria en el reino lombardo en 714, y casó a su hermana Guntrud con el rey lombardo Liutprando. 
Durante siglo y medio los sucesivos duques resistieron las incursiones de los eslavos en su frontera oriental. Siendo duque Teodón (m. 716), Baviera alcanzó la independencia de los débiles reyes francos. A la muerte de Teodón el ducado se dividió entre sus hijos, pero fue reunido bajo su nieto Huberto.
Cuando Carlos Martel (715-741) se convirtió en el virtual jefe del reino de los francos, redujo a los bávaros a una estricta dependencia y depuso sucesivamente a dos duques. A la muerte de Huberto (735) el ducado pasó a un pariente lejano llamado Odilón, de la vecina Alemannia (actuales Alemania del sudoeste y norte de Suiza). Odilón tomó el título de rey en 743 e intentó, en vano, sustraerse de la soberanía de Carlos Martel. 
Odilón publicó entre 739 y 748 la Lex Baiuvariorum, un código legal los bávaros. Las cláusulas suplementarias, agregadas posteriormente, evidencian la influencia franca. Así, mientras que el ducado pertenecía a la familia de agilolfinga, el duque debía ser elegido por el pueblo y su elección, confirmada por el rey franco, a quien debía lealtad. Existían cinco familias nobles, posiblemente representando las divisiones anteriores del pueblo. Subordinados a ellas estaban el pueblo libre y, después, los libertos. La ley dividía el dominio en condados, asistidos por los jueces responsables de declarar la ley.
Odilón completó el proceso de organizar la Iglesia en cooperación con san Bonifacio (739). El cristianismo, que había retrocedido en Baviera a partir de la época romana, entró en una nueva fase cuando Ruperto, obispo de Worms, fue al condado por invitación del duque Teodón en 696. Ruperto fundó varios monasterios, al igual que san Emerano, obispo de Poitiers, con el resultado de que en poco tiempo el grueso del pueblo profesó el cristianismo y comenzaron las relaciones entre Baviera y Roma. El siglo viii atestiguó una reacción pagana. Al llegar san Bonifacio a Baviera hacia el año 734, comprobó la apostasía. Bonifacio organizó la Iglesia bávara y en 739 fundó o restauró obispados en Salzburgo, Frisinga, Ratisbona y Passau.
Odilón intentó intervenir en las disputas sucesorias francas luchando por las pretensiones del carolingio Grifo. Fue derrotado cerca de Augsburgo en 743, pero siguió gobernando hasta su muerte en 748. San Bonifacio terminó la conversión del pueblo al cristianismo a principios del siglo viii. 
Pipino mantuvo la autoridad franca y hubo varias uniones entre su familia y la agilolfinga, de manera similar a la que tuvo lugar con los reyes lombardos. La facilidad con que los francos suprimieron varios reinos permite suponer peleas de esa familia, lo que motivó la revuelta de la población. Su hermana Hiltruda ejerció la regencia en nombre de su hijo Tasilón.

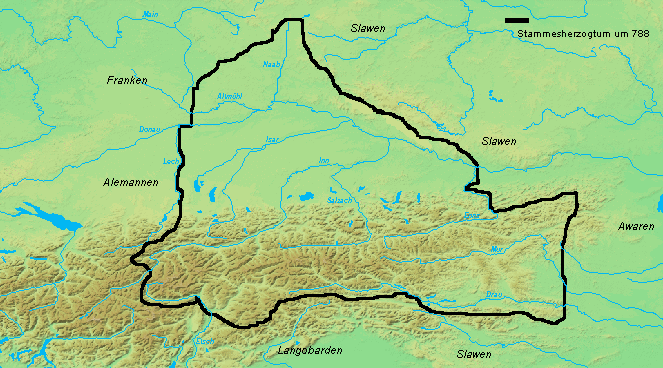
Baviera a la caída del duque Tasilón (788)

Tasilón (c. 741-después de 796) sucedió a su padre a la edad de ocho años, tras un intento fracasado por parte de Grifo de gobernar en Baviera. Inicialmente gobernó bajo supervisión del rey de los francos: reconoció en 749 la supremacía de Pipino el Breve y de nuevo en 757 en Compiègne, pero más tarde rechazó contribuir a la guerra en Aquitania. Empezó a funcionar independientemente de 763 en adelante. Dictó sentencias en causas eclesiásticas y civiles en su propio nombre, rechazó comparecer en las asambleas de los francos y, en general, actuó como rey independiente. Destacó particularmente por fundar nuevos monasterios y expandirse hacia el este, luchando contra los eslavos en los Alpes orientales y a lo largo del río Danubio, tierras que mandó colonizar. El control de los pasos alpinos, su posición como aliado de los ávaros y del duque de Aquitania, así como su condición de yerno del rey longobardo Desiderio —por la alianza matrimonial con su hija Lutberga— plantearon una seria amenaza para el reino de los francos. Tasilón reunió concilios y el papa Adriano bautizó a sus hijos en 772. Los detalles de la contienda entre Tasilón y Carlomagno siguen siendo obscuros. Después de 781 su primo Carlomagno empezó a presionarlo para que se sometiera y, ese mismo año, Tasilón le prestó homenaje. Carlomagno exigió una renovación de su juramento en 787, probablemente debido a la presencia de ejércitos francos, y Tasilón recibe entonces la investidura solemne de su ducado de Baviera.

### Dinastía carolingia
Tras un complot con los ávaros, en 788 los francos convocaron al duque Tasilón en Ingelheim y le condenaron a muerte por traición. La deposición de Tasilón no era totalmente legítima. Hubo un intento de golpe contra Carlomagno en la antigua capital bávara de Ratisbona en 792, liderada por su propio hijo Pipino el Jorobado. El rey tuvo que sacar a rastras a Tasilón de su encierro para que renunciase formalmente a sus derechos y títulos ante la asamblea en Fráncfort en 794. Esta es la última aparición en las fuentes de Tasilón, quien posiblemente murió como monje. Puesto que toda su familia se vio obligada a profesar en monasterios, este fue el auténtico final de la dinastía agilolfinga. 
Como consecuencia de la destitución de Tasilón, el ducado de Baviera se considera incorporado en 788 al Imperio carolingio. Durante los siguientes cuatrocientos años numerosas familias tuvieron el ducado, rara vez durante más de tres generaciones. 

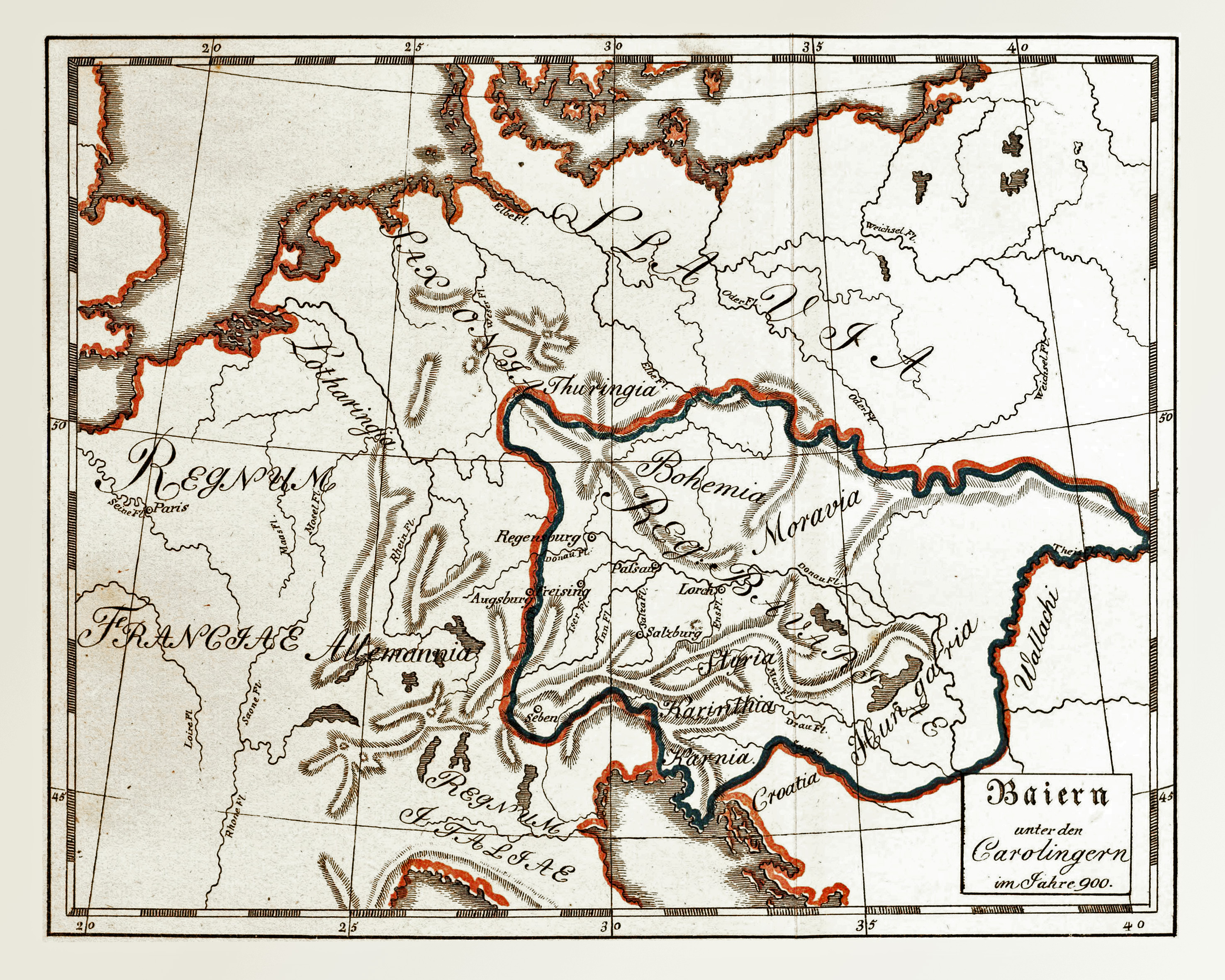
Reino de los bávaros, año 900

Carlomagno confió el gobierno del ducado a su cuñado Geroldo o Gerardo, conde de Suabia, como duque subordinado. En 794 Baviera entró en el patrimonio directo de los carolingios. En 798 Arn de Salzburgo se convirtió en el primer arzobispo de Baviera. Geroldo falleció en 799 luchando en batalla contra los ávaros. Entonces los condes francos asumieron el control de la administración y asimilaron esa tierra con el resto del Imperio carolingio. Las medidas tomadas por Carlomagno para el progreso intelectual y bienestar material de su reino mejoraron las condiciones. Los bávaros no ofrecieron ninguna resistencia al cambio que supuso la supresión de su ducado. Su incorporación al reino franco, debida principalmente a la influencia unificadora de la Iglesia católica, aparecía ya tan completa que Carlomagno no encontró necesario convocar más que dos juntas eclesiásticas cristianas para ocuparse especialmente de asuntos bávaros. 

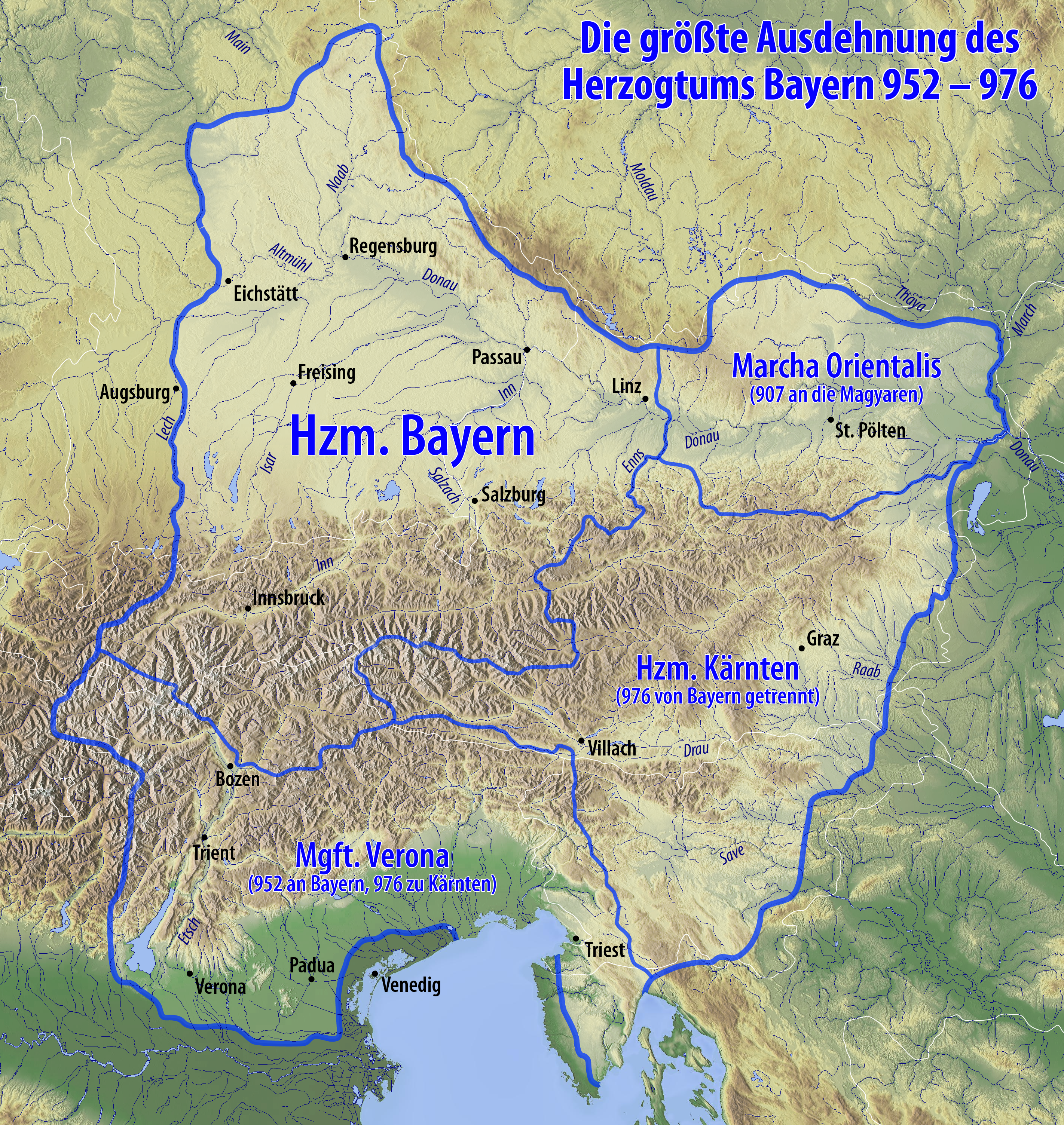
Máxima extensión del ducado raíz de Baviera en 952-976, con las marcas de Austria, Carintia y Verona

La historia de Baviera durante el siglo ix se entrelaza con la del Imperio carolingio. Ludovico Pío lo convirtió en un reino franco (814) y se lo dio a su hijo mayor, Lotario, que en 817 lo cedió a Luis el Germánico, rey de Francia Oriental. La partición fue confirmada en 843 por el Tratado de Verdún. Luis hizo de Ratisbona el centro de su gobierno y desarrolló activamente Baviera, previendo su seguridad mediante numerosas campañas contra los eslavos. El reino de Baviera comprendía entonces, además de Baviera propiamente dicha, Carintia, Carniola, Istria, Friul, la antigua Panonia, Moravia y Bohemia.
Cuando dividió sus posesiones en 865, Baviera pasó a su hijo mayor, Carlomán, quien ya había administrado este territorio. Tras su muerte en 880 pasaría a formar parte de los territorios del emperador Carlos III el Gordo. Este rey dejó su defensa a Arnulfo de Carintia, hijo ilegítimo de Carlomán. Gracias principalmente a la ayuda de los bávaros, Arnulfo pudo desplazar a Carlos III en 887 y asegurar su propia elección como rey de Alemania en el año siguiente. En 899 Baviera pasó a Luis IV de Alemania, durante cuyo reinado ocurrieron las continuas invasiones de los húngaros. La resistencia a estas incursiones fue disminuyendo gradualmente. Según la tradición, el 5 de julio de 907 casi toda la tribu bávara cayó en la batalla de Presburgo contra estos formidables enemigos.

## Baviera en el Sacro Imperio Romano Germánico

Baviera dentro del Sacro Imperio Romano Germánico en el año 1000. Formaba la parte más al sudeste del reino de Alemania, lindando con la Marca de Verona al sur y la Marca de Carintia al este.

### Nuevo ducado bávaro
Luitpoldo de Baviera, el fundador de la dinastía Luitpoldinga que gobernó Baviera desde 921 hasta 947, no desempeñó el cargo de duque de Baviera, sino el de margrave de Carintia, en época de Luis el Niño. Luitpoldo, conde de Scheyern, poseía grandes dominios en Baviera. Luitpoldo murió en la gran batalla de 907. Su hijo Arnulfo de Baviera, llamado «el Malo», reunió lo quedaba de la tribu de los bávaros, obligó a los húngaros a retroceder y se convirtió en duque de Baviera en 911, cuyo territorio unió al de Carintia. El rey Conrado I de Alemania atacó sin éxito a Arnulfo cuando este último rechazó reconocer su supremacía real. En 912 la línea de los carolingios se extinguió en la persona de Luis el Niño, y los bávaros eligieron como jefe al margrave Arnulfo I el Malo, hijo de Luitpoldo, que toma el título de duque.
En 920 el sucesor de Conrado I, el miembro de la dinastía sajona Enrique I el Pajarero, reconoció a Arnulfo de Baviera como duque; con ello confirmó su derecho a designar a obispos, acuñar moneda y sancionar las leyes. 
De nuevo se produjo un conflicto entre el hijo y sucesor de Arnulfo, Everardo de Baviera, y el de Enrique el Pajarero, Otón I el Grande. Everardo tuvo menos acierto que su padre y en 938 huyó de Baviera. Otón concedió este territorio (con reducido privilegio) al tío del último duque, Bertoldo de Baviera. El emperador designó también a un conde palatino en la persona del hermano de Everardo, Arnulfo, para defender los intereses reales. Cuando Bertoldo de Baviera murió en 947, el ducado pasó a miembros de la dinastía sajona, que la tendría entre 947 y 1004. Otón I de Alemania confirió el ducado a su propio hermano Enrique, que se había casado a Judith, hija del duque Arnulfo. Enrique, sin embargo, no despertaba simpatías entre los bávaros y pasó su corto reinado en conflictos con su propia gente. Los estragos de los húngaros cesaron después de que fueran derrotados en la batalla de Lechfeld (955) y el ducado creció temporalmente con la adición de ciertos distritos adyacentes en Italia.

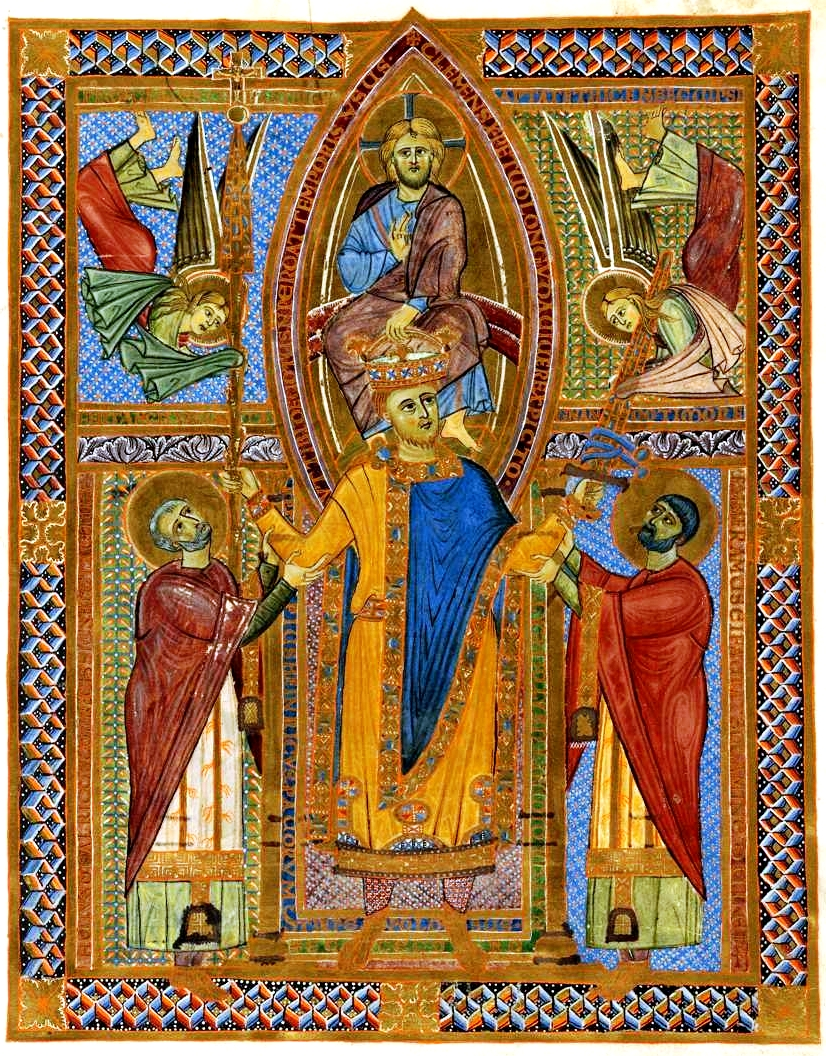
El emperador Enrique II

En 955 el joven hijo de Enrique, también llamado Enrique y conocido como «el Pendenciero», lo sucedió con éxito. No obstante, en 974 estuvo implicado en una conspiración contra el rey Otón II. El levantamiento ocurrió porque el rey había concedido el ducado de Suabia al enemigo de Enrique, Otón, nieto del emperador Otón I el Grande, y entregado la nueva Marca Bávara Oriental (conocida posteriormente como Austria) a Leopoldo, conde de Babenberg. La rebelión fracasó y Enrique perdió formalmente su ducado de Baviera en 976, que fue entregado a Otón de Suabia. Baviera perdió amplios territorios en el sur y en el sureste. El territorio de Ostarrichi fue elevado a un ducado por derecho propio y entregado a la familia Babenberger. Este acontecimiento marca la fundación de Austria. Se restableció el cargo de conde Palatino y la Iglesia bávara pasó a depender del rey, en lugar del duque. Enrique II fue restaurado en 985 y gobernó hasta 995. Demostró ser un gobernante capaz que mantuvo el orden interior, publicó leyes importantes y tomó medidas para reformar los monasterios. 
El hijo y sucesor de Enrique II, el futuro rey Enrique II de Alemania en 1002, entregó Baviera a su cuñado Enrique, conde de Luxemburgo. Con ello el ducado pasó a la casa de Franconia, que lo tendría desde 1004 hasta 1070. A la muerte de Enrique en 1026, el territorio pasó al futuro emperador Enrique III y entonces a otro miembro de la Casa de Luxemburgo, que gobernó como duque Enrique VII. En 1061 la emperatriz Inés, madre y regente del rey Enrique IV de Alemania, confió el ducado a Otón de Nordheim.

### Güelfos y Gibelinos

#### Dinastía de los Güelfos
Entre 1070 y 1180, salvo algunos períodos de intervención imperial, Baviera estuvo gobernada por la dinastía de los Güelfos, sustituida por la de los Wittelsbach, que duraría hasta 1819.
En 1070 el rey Enrique IV de Alemania depuso al duque Otón de Nordheim. Concedió entonces el ducado a Güelfo, miembro de una familia bávara influyente con las raíces en Padania. Como ayudó al papa Gregorio VII en su pelea con Enrique, Güelfo perdió Baviera, pero la recuperó posteriormente. Dos de sus hijos lo siguieron en la sucesión: Güelfo II a partir de 1101 y Enrique IX a partir de 1120. Ambos ejercieron considerable influencia entre los príncipes alemanes.
El hijo de Enrique IX, Enrique X, llamado «el Soberbio», subió al trono en 1126 y también obtuvo el ducado de Sajonia en 1137. El rey Conrado III de Alemania se alarmó ante el riesgo que suponía la unión de estos dos poderosos ducados, y depuso a Enrique. Conrado III concedió Baviera al marqués Leopoldo IV de Austria. A la muerte de Leopoldo (1141), el rey conservó el ducado para sí mismo, pero siguió siendo un territorio en desorden y acabó confiándoselo a su hermano Enrique XI, quien gobernó entre 1143 y 1156.

Posesiones güelfas a mediados del, en la época de Enrique el León, duque de Sajonia (desde 1142) y de Baviera (desde 1156)

Las luchas por la posesión de Baviera continuaron hasta el año 1156. Fue entonces cuando el emperador Federico Barbarroja, que deseaba restaurar la paz en Alemania, convenció a Enrique XI para que entregase Baviera a Enrique el León, duque de Sajonia, hijo de Enrique X el Soberbio y perteneciente a la Casa de Welf. A cambio, la Marca de Austria fue convertida en un ducado independiente, donde se integró el distrito entre el río Enns y el Eno. 
Enrique el León fue el último, y uno de los más importantes, de los duques de Baviera. Era de hecho el segundo hombre más poderoso del imperio como gobernante de dos ducados. Fundó Múnich pero, en general, concentró sus energías más en su ducado norteño de Sajonia que en el meridional de Baviera. Además, Baviera carecía de posibilidades de expansión, considerando que se habían perdido territorios anteriormente bávaros. El condado de Tirol formó la parte meridional del ducado raíz de Baviera, hasta que los condes lograron pasar a depender directamente del emperador cuando se depuso al duque Enrique X el Soberbio en 1138. Y lo mismo ocurrió con Estiria, marca que fue convertida en ducado en 1180. Con esto se obstaculizó el expansionismo bávaro.

#### Dinastía de los Wittelsbach
Una nueva era comenzó cuando, como consecuencia de la proscripción de Enrique el León en 1180, el emperador Federico Barbarroja concedió el ducado de Baviera como feudo a Otón, un miembro de la vieja familia bávara de Wittelsbach, condes palatinos de Schyren (Scheyern en moderno alemán), y descendiente de Arnulfo de Carintia, hijo de Luipold. Los Wittelsbach gobernaron Baviera durante 738 años, desde 1180 hasta 1918. 
Cuando Otón consiguió el dominio bávaro en Altemburgo en septiembre de 1180, las fronteras del ducado se extendía hasta la selva de Bohemia, el río Eno, las montañas y el río Lech. Sin embargo, en la práctica, el duque sólo ejerció su poder efectivo sobre sus dominios privados alrededor de Wittelsbach, de Kelheim y de Straubing. Disfrutó de su poder solamente durante tres años. 
Bajo los sucesores de este príncipe, el ducado de Baviera, que había sido reducido en gran medida, de nuevo fue aumentando su superficie. Su hijo Luis lo sucedió en 1183. Desempeñó un papel principal en asuntos alemanes durante el reinado del emperador Federico II y murió asesinado en Kelheim en septiembre de 1231. Su hijo Otón II, llamado «el Ilustre», amplió su territorio mediante compras. El Electorado del Palatinado del Rin (Kurpfalz en alemán) fue también adquirido por la Casa de Wittelsbach en 1214, que retendrían durante seis siglos.
Fue duque de Baviera desde 1231 y consolidó su poder sobre el ducado antes de morir en noviembre de 1253. Su apoyo a los emperadores Hohenstaufen, sin embargo, le hicieron acreedor de la excomunión papal.

#### División del ducado

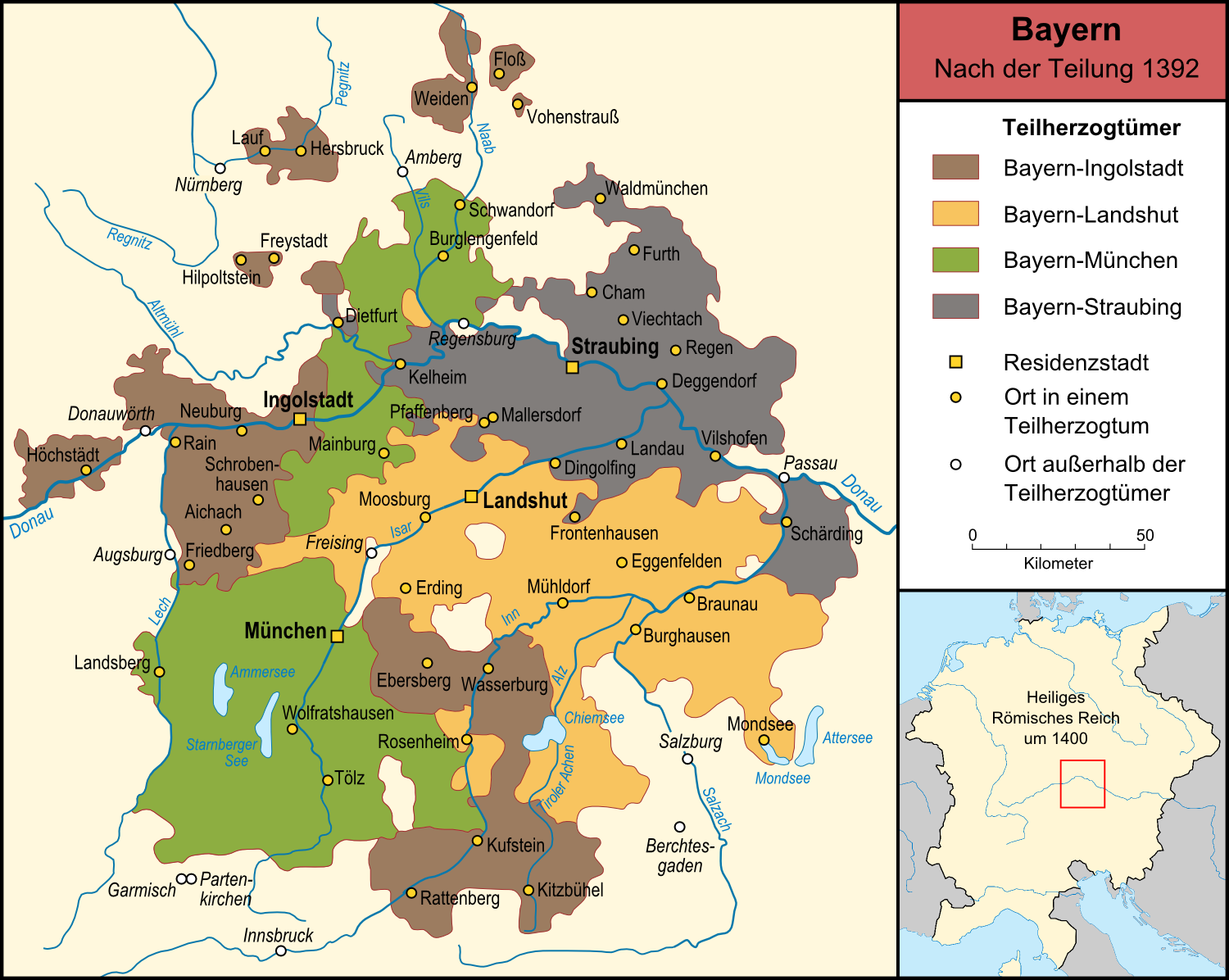
Los cuatro ducados de Baviera tras la partición de 1392

Los esfuerzos de los duques para aumentar su poder y consolidar la unidad del ducado tuvieron éxito, pero solo hasta cierto punto. Las repetidas particiones del territorio entre diversos miembros de la familia provocaron que, durante dos siglos y medio, la historia de Baviera fuera una árida crónica de las divisiones territoriales que traían guerra y la debilidad del poder ducal.
La primera de estas divisiones ocurrió en 1255, cuando, después de la muerte de Otón II de Baviera (1253), sus dos hijos Luis II y Enrique XIII, que durante dos años habían gobernado juntos, decidieron repartirse la herencia. Luis II obtuvo la parte occidental del ducado —luego llamada Alta Baviera— así como el Palatinado, y Enrique se aseguró la Baja Baviera. Con la extinción de los Hohenstaufen en 1268, los territorios de Suabia fueron adquiridos por los duques Wittelsbach. 
Luis IV, llamado «el Bávaro», hijo de Luis II, reunió en 1312 la Alta y la Baja Sajonia y fue coronado emperador en 1314. Luis IV agrandó considerablemente sus dominios; a su muerte en 1347 poseía (además de Baviera) el margraviato de Brandemburgo, el condado de Holanda, el condado de Zelanda, el condado de Tirol, el condado de Henao, etc. Pero entregó el Alto Palatinado a la rama palatina de los Wittelsbach en 1329. Los hijos de Luis se repartieron las diversas provincias y formaron un gran número de ramas que se extinguieron rápidamente, de manera que en 1504, durante la guerra de sucesión de Landshut (1503-1505), el duque Alberto IV (de la rama muniquesa de los Wittelsbach) reunió de nuevo toda Baviera. Tras dicha guerra sucesoria, en 1506 las demás partes de Baviera fueron reunidas y Múnich se convirtió en la única capital.

#### Reunificación
En 1516 Guillermo IV fue obligado, después de una pelea violenta, a conceder una parte en el gobierno a su hermano Luis X, un arreglo que duró hasta la muerte de este último en 1545. Guillermo siguió la política tradicional de la Casa de Wittelsbach de oponerse a los Habsburgo hasta que, en 1534, hizo un tratado en Linz con Fernando de Habsburgo, rey de Hungría y Bohemia. Este entendimiento se consolidó en 1546, cuando el Carlos V obtuvo la ayuda del duque durante la guerra de Esmalcalda (1546-1547), haciéndole promesas en relación con la sucesión al trono bohemio y la dignidad electoral para el condado palatino del Rin. 
Guillermo IV tuvo también enorme influencia, en este período crítico, para asegurar que Baviera siguiera siendo católica. Las doctrinas protestantes habían progresado mucho en el ducado cuando Guillermo obtuvo del Papa amplios derechos sobre los obispados y los monasterios, y adoptó medidas para reprimir a los protestantes. En 1541 invitó a los jesuitas a instalarse en el ducado, quienes hicieron de la Universidad de Ingolstadt (fundada en 1472) su centro de difusión para Alemania. Al morir Guillermo en marzo de 1550 le sucedió su hijo Alberto, que había contraído matrimonio con una hija de Fernando de Habsburgo (quien a partir de 1558 sería emperador). Al principio de su reinado, Alberto hizo algunas concesiones a los protestantes, que aún eran fuertes en Baviera, pero cambió de actitud en torno al año 1563. Favoreció los decretos del Concilio de Trento y apoyó la Contrarreforma, lo cual, unido a que la educación pasó gradualmente a manos de los jesuitas, hizo que se frenara el avance del protestantismo en Baviera.
Alberto patrocinó ampliamente el arte. Artistas de todo tipo acudieron a su corte en Múnich, donde surgieron espléndidos edificios. Adquirió en Italia y otros lugares obras artísticas para la colección ducal. Los gastos de la corte le llevaron a pelear con los nobles y, a su muerte en octubre de 1579, dejó una gravosa carga financiera en forma de deuda. 
El siguiente duque fue su hijo Guillermo V, llamado «el Piadoso». Había recibido una educación jesuita, demostrando apego a los principios de esta orden. Obtuvo el arzobispado de Colonia para su hermano Ernesto en 1583 y esta dignidad se mantuvo en la posesión de la familia durante casi doscientos años. En 1597 abdicó a favor de su hijo Maximiliano y se retiró a un monasterio, donde murió en 1626.

#### Electorado de Baviera

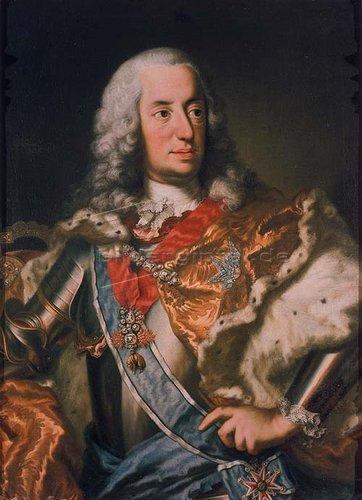
Carlos VII, emperador gracias al ejército del rey de Francia

Maximiliano se encontró con un ducado gravado con deuda y lleno de desorden, pero diez años de su gobierno vigoroso efectuaron un cambio notable. Adquirió el Alto Palatinado. 
Maximiliano reorganizó las finanzas y el sistema judicial. Surgió una nueva clase de funcionarios y una milicia. Varios distritos pequeños quedaron bajo la autoridad ducal. Como resultado de todo ello, el condado, ordenado y unido, permitió a Maximiliano jugar un papel importante en la guerra de los Treinta Años. Los bávaros se habían opuesto con todas sus fuerzas a la Reforma protestante y tomaron partido por el emperador en esta guerra. Como recompensa, el emperador Fernando II elevó al duque Maximiliano a la dignidad de elector (1623) e hizo que este título fuera hereditario en su familia. La dignidad electoral la había disfrutado la más vieja rama de los Wittelsbach desde 1356. 
Durante los últimos años del conflicto, Baviera, especialmente su parte meridional, se vio seriamente afectada. En 1632 los suecos invadieron el país y, cuando Maximiliano violó la Tregua de Ulm (1647), los franceses y los suecos devastaron la tierra. A pesar de los reveses, Maximiliano consiguió conservar estas ganancias en la Paz de Westfalia (1648), donde le confirmaron la dignidad de elector. Murió en Ingolstadt en septiembre de 1651, dejando un ducado mucho más fuerte que el que recibió. La recuperación del Alto Palatinado hizo una Baviera compacta, la adquisición del voto electoral lo hizo influyente y, así, el ducado podía desempeñar un papel en la política europea que se había hecho imposible por las luchas internas en los anteriores cuatrocientos años.
Su hijo Fernando María (1651-1679) era menor de edad cuando le sucedió. Reparó las heridas causadas por la guerra, recuperando la agricultura y la industria, erigió o reconstruyó iglesias y numerosos monasterios y hasta convocó de nuevo la Dieta para 1669, cuando no se había celebrado desde 1612.
Su buen trabajo, sin embargo, fue en gran medida deshecho por su hijo Maximiliano II (1679-1726), cuya ambición le llevó a guerrear contra el Imperio otomano y, al lado de Francia, en la guerra de sucesión española. Sufrió la derrota en la batalla de Blenheim, cerca de Höchstädt, el 13 de agosto de 1704. Por el Tratado de Ilbesheim sus dominios fueron repartidos temporalmente entre Austria y el elector palatino. La primera insurrección campesina bávara, conocida como la Navidad sangrienta de Sendling, fue aplastada por los ocupantes austríacos en 1706. No recuperó sus derechos hasta la Paz de Baden en 1714. 
La experiencia de Maximiliano II hizo que su hijo Carlos Alberto (1726-1745) fuera más precavido. Se esforzó en aumentar el prestigio y el poder de su casa en Europa. La muerte del emperador Carlos VI le ofreció una oportunidad. Discutió la validez de la pragmática sanción que permitió a María Teresa ascender al trono de Austria. Se alió con Francia, conquistó Austria septentrional, fue coronado Rey de Bohemia en Praga y, en 1742, emperador en Fráncfort. Sin embargo, tuvo que pagar un precio por ello, y es que las tropas austríacas ocuparon la propia Baviera. Fue vencido por Francisco de Lorena, a la cabeza de las tropas austriacas, y se vio obligado a reconocer no sólo al imperio, sino también a abandonar la propia Baviera a Francisco de Lorena. Pudo volver a Múnich tras la invasión prusiana de Bohemia en 1744. A su muerte el 20 de enero de 1745, dejó a su sucesor la tarea de recuperar sus dominios, sin que la guerra hubiera terminado.
Maximiliano III (1745-1777) pudo recobrar Baviera por la Paz de Füssen (22 de abril de 1745) a cambio de reconocer la pragmática sanción. Como monarca ilustrado hizo mucho para fomentar la agricultura, la industria y la minería; fundó la Academia de Ciencias en Múnich (1759) y suprimió la censura de la prensa jesuita. Baviera disfrutó de un período de tranquilidad, hasta que la muerte de Maximiliano José (último vástago de los Wittelsbach de Baviera), el 30 de diciembre de 1777, planteó una nueva discordia. La sucesión pasó al elector palatino Carlos Teodoro. Después de una separación de cuatro siglos y medio, el Palatinado, con el añadido de los ducados de Jülich y Berg, fue reunido con Baviera.
La creación de un estado vecino tan potente, cuya ambición había tenido razones para temer tan recientemente, era intolerable para el monarca de Austria. José II reclamó un buen número de señoríos, la mitad de la herencia bávara del conjunto, como feudos de la corona bohemia, austriaca e imperial. Las tropas austriacas ocuparon estos territorios de forma inmediata, con el consentimiento secreto de Carlos Teodoro, que carecía de herederos legítimos y deseaba obtener que el emperador declarara príncipes del imperio a sus hijos naturales. Las protestas del presunto heredero Carlos II, duque de Zweibrücken, apoyadas por el rey Federico II de Prusia, provocaron la guerra de sucesión bávara (1778-1779). Comoquiera que el emperador José II reclamaba para Austria la Baja Baviera y el Alto Palatinado, Carlos Teodoro estaba dispuesto a cederlos a cambio de la Austria Anterior, pero a ello se opuso Federico II. En el Tratado de Teschen (1779) que puso fin a la guerra sucesoria, Carlos Teodoro perdió el distrito del Eno (Innviertel) a favor de Austria, pero sus oponentes reconocían en cambio la legitimidad de su sucesión.
Poco hizo Carlos Teodoro por Baviera. Se sentía un extranjero en el país. Luego intentó canjear los Países Bajos Austriacos por Baviera, lo cual no le granjeó muchas simpatías entre la población. No pudo conseguir su propósito por la resistencia de Federico II, que en 1785 hizo intervenir a la Fürstenbund (Liga de Príncipes). Por lo demás, abandonó la política interna ilustrada de su precursor. El clericalismo más estrecho inspiró al Gobierno, que culminó en la tentativa de retirar a los obispos bávaros de la jurisdicción de los grandes metropolitanos alemanes y de ponerlos directamente bajo la autoridad del Papa. En la víspera de la Revolución francesa, la condición intelectual y social de Baviera seguía siendo la de la Edad Media.

## El reino de Baviera

### Baviera durante el período revolucionario

Baviera dentro de la Confederación del Rin en 1807

En 1792 los ejércitos revolucionarios franceses invadieron el Palatinado. Al mando de Jean Victor Marie Moreau, en 1795 invadieron la propia Baviera y avanzaron hasta Múnich, donde los liberales, durante mucho tiempo reprimidos, los recibieron con alegría. Entonces pusieron cerco a Ingolstadt. Carlos Teodoro, que nada había hecho para impedir la guerra u oponerse a la invasión, huyó a Sajonia, dejando una regencia que firmó un acuerdo con Moreau (7 de septiembre de 1796). A cambio del armisticio, tuvieron que hacer una pesada contribución. 

Baviera estaba en mala situación, ubicada entre los franceses y los austriacos. Estos últimos habían ocupado el país para renovar su guerra con la recién proclamada República francesa. Carlos Teodoro murió en 1799 y el nuevo elector, Maximiliano, se encontró con una herencia difícil. Aunque sus propias inclinaciones y las de su ministro Maximilian von Montgelas se dirigían más hacia Francia que Austria, el estado de las finanzas bávaras así como la dispersión y el desorden de las tropas bávaras lo llevaron a manos de Austria. El 2 de diciembre de 1800, los ejércitos bávaros intervinieron en la batalla de Hohenlinden. Moreau ocupó Múnich otra vez. Por el Tratado de Lunéville (9 de febrero de 1801) Baviera perdió el Palatinado y los ducados de Zweibrücken y Jülich.

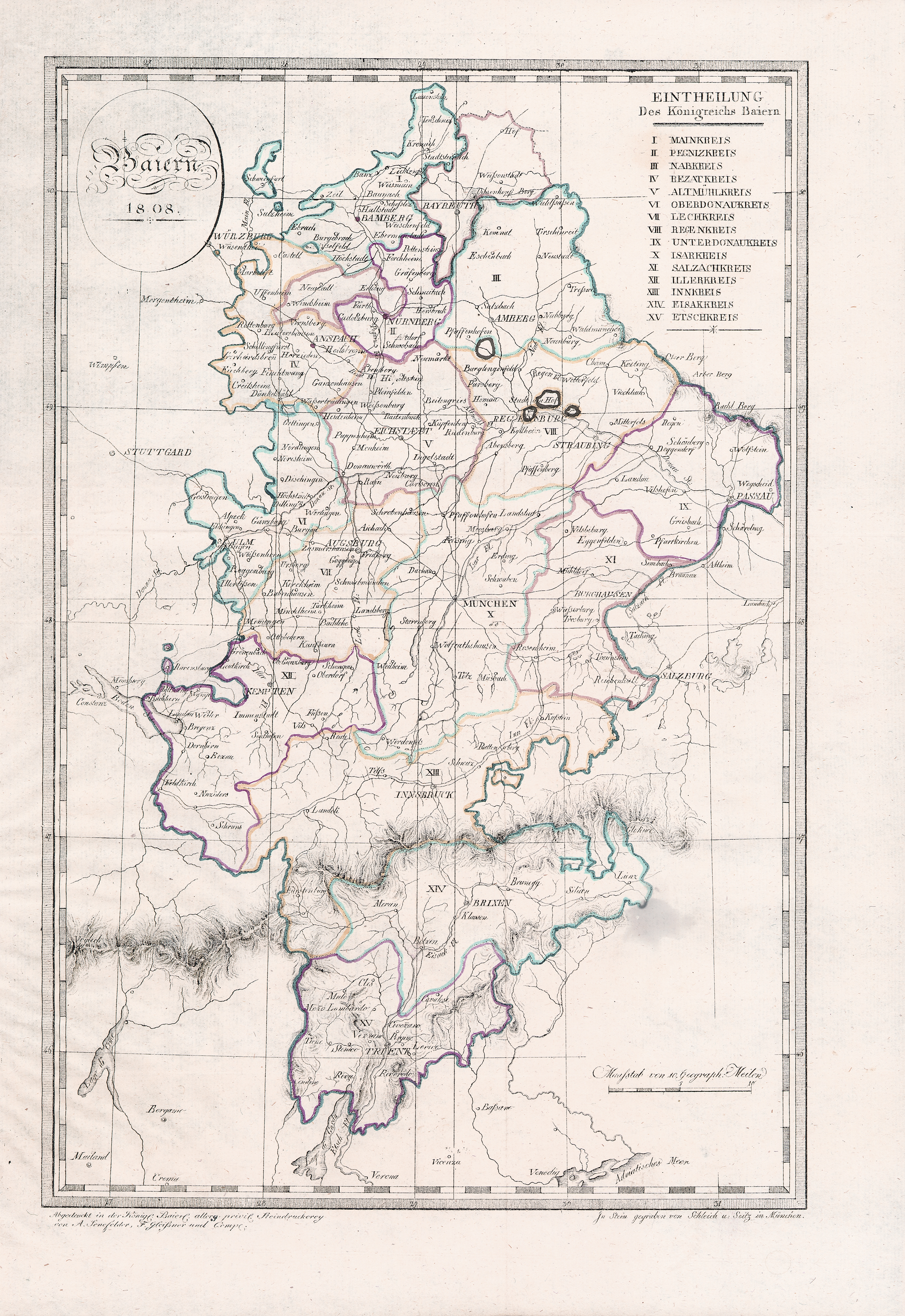
Subdivisiones del Reino de Baviera, en 1808

Montgelas consideró entonces que los intereses de Baviera estaban mejor protegidos si se aliaba con la República francesa, de lo que consiguió convencer a Maximiliano I. El 24 de agosto firmó la paz por separado con Francia en París. Tuvo que ceder territorios en la orilla izquierda del Rin, pero se vio compensado con ganancias territoriales al suprimirse estados eclesiásticos y muchas ciudades libres del Imperio. Baviera recibió los obispados de Wurzburgo, Bamberg, Augsburgo y Frisinga, parte del de Passau, los territorios de doce abadías y diecisiete ciudades y aldeas. Montgelas aspiró entonces a que Baviera se convirtiera en una potencia de primer orden, lo que persiguió durante la época napoleónica. Aun admitiendo la preponderancia de Francia y bajo la protección de Napoleón I, que le había engrandecido considerablemente su territorio, nunca dejó que Baviera se convirtiera en una mera dependencia francesa, como le ocurrió a muchos de los estados de la Confederación del Rin.
En la guerra de 1805, de acuerdo con un tratado firmado en Wurzburgo el 23 de septiembre, las tropas bávaras lucharon junto a las francesas, por primera vez desde los días de Carlos VII. Por el Tratado de Presburgo, firmado el 26 de diciembre, Baviera ganó el principado de Eichstädt, el marquesado de Burgau, el señorío de Vorarlberg, los condados de Hohenems y Königsegg-Rothenfels, los señoríos de Argén y de Tettnang, así como la ciudad de Lindau con su territorio. Wurzburgo, que había obtenido en 1803, lo tuvo que ceder al elector de Salzburgo a cambio del condado de Tirol. 

Pero lo más destacado del Tratado de Presburgo es que en su artículo 1.º se reconocía que Baviera se transformaba en reino. Así el elector Maximiliano se convirtió en rey como Maximiliano I de Baviera. Cuando Napoleón abolió el Sacro Imperio Romano Germánico en 1806, Baviera se convirtió de manera definitiva en un reino debido, en parte, a la Confederación del Rin. A cambio, su hija, la princesa Augusta, tuvo que casarse con Eugène de Beauharnais. El 15 de marzo de 1806 Maximiliano cedió el ducado del Leuchtenberg a Napoleón. Su área se dobló después de que el ducado de Jülich fuera cedido a Francia, pues el electorado del Palatinado fue dividido entre Francia y el Gran Ducado de Baden. El ducado de Berg fue entregado a Jerónimo Bonaparte. El Tirol y Salzburgo se unieron temporalmente con Baviera pero al final fueron cedidos a Austria por el Congreso de Viena. A cambio, a Baviera se le permitió anexionarse lo que hoy en día es la región del Palatinado a la izquierda del Rin y Franconia en 1815. 

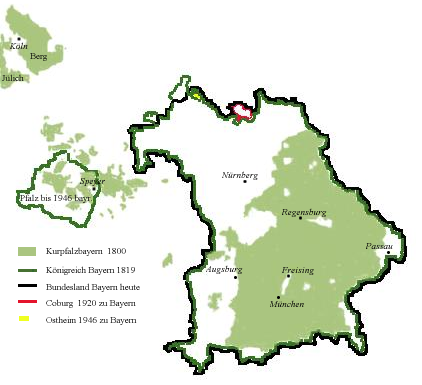
Baviera del en adelante

En 1809 Napoleón batió a los austriacos en Abensberg. Como miembro de la Confederación del Rin, Maximiliano fue aliado de Napoleón hasta 1813, cuando los desastres de la guerra le hicieron volverse contra Francia.
Entre 1799 y 1817 el ministro principal, conde Montgelas, siguió una estricta política de modernización y estableció las bases de las estructuras administrativas que sobrevivieron a la monarquía. En mayo de 1808 se aprobó una primera constitución por parte de Maximiliano I, que sería modernizada en 1818. Esta segunda versión estableció un Parlamento bicameral, con una Cámara Alta de nobles (Kammer der Reichsräte) y una Cámara Baja de delegados (Kammer der Abgeordneten). Esa Constitución estaría en vigor hasta la caída de la monarquía a finales de la Primera Guerra Mundial.

### De 1815 a la unificación alemana

El reino de Baviera en el Imperio de 1815

Como premio a su conducta, volviéndose in extremis contra Napoleón, Maximiliano fue confirmado como rey de Baviera en el Congreso de Viena (1815). Aunque perdió buena parte de sus posesiones meridionales (Salzburgo, Tirol y el Vorarlberg), obtuvo el dominio de una parte del Palatinado Renano, separado del resto del reino. 

Formando parte de la Confederación Germánica sufrió la influencia de Austria hasta 1866. Por superficie y población (tres millones y medio de habitantes) era el tercer estado del nuevo conjunto germánico. La carta constitucional de 1818 hizo de Baviera un Estado liberal. 

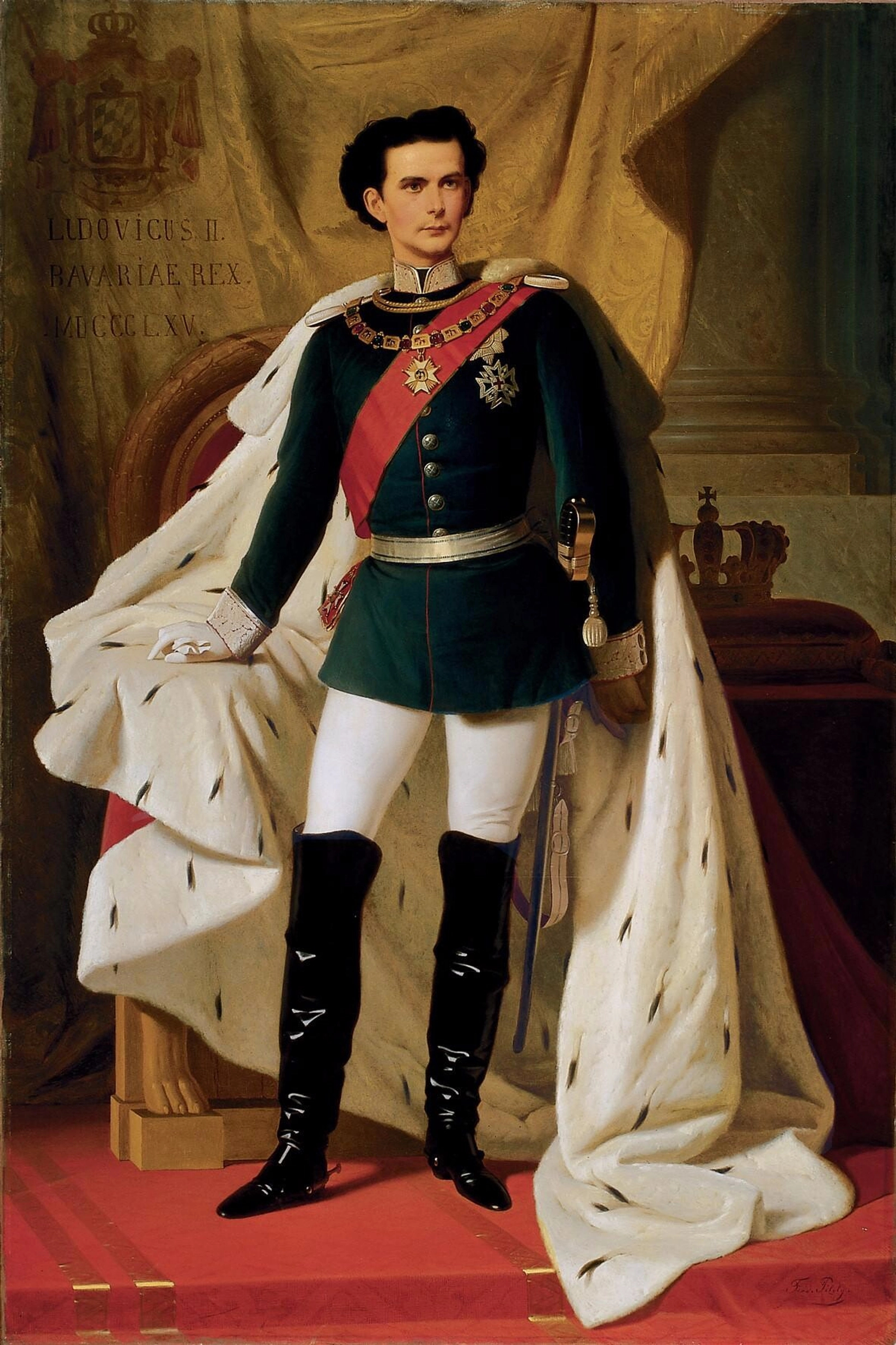
Retrato de Luis II de Baviera, a los veinte años, por Ferdinand von Piloty, 1865

El reinado de Luis I (1825-1848) destacó por su inclinación hacia las Bellas Artes. Hizo construir la Gliptoteca (terminada en 1830), la Residencia Nueva, la basílica, la Universidad (trasladada desde Ingolstadt en 1826) o la Feldhernhalle (1844), entre otros monumentos. Los arquitectos Klenze y Gaertner multiplicaron los edificios de estilo neogriego. Luis I hizo que Baviera se uniese a la unión aduanera (Zollverein), lo que fue de mucho provecho a este reino cuya actividad económica predominante seguía siendo la agricultura. El primer ferrocarril alemán, uniendo Fürth con Núremberg, fue inaugurado en 1835. Pero la pasión del rey por la bailarina Lola Montez desencadenó una revuelta popular que le derrocó en 1848 durante la «Primavera de los Pueblos». Abdicó en 1848 en favor de su hijo Maximiliano II. 

Después del ascenso de Prusia al poder, Baviera mantuvo su independencia jugando con las rivalidades de Prusia y Austria. Se opuso a todo intento de centralización de Alemania. En 1849-1850 Baviera rechazó el plan prusiano de una Alemania unificada de la que se excluiría a Austria. Como estado católico, no se fiaba de la Prusia protestante ni de las tentativas hegemónicas del canciller Bismarck. Así, Baviera participó en la guerra contra Prusia del lado austriaco. Pero después de la derrota en Sadowa (1866), fue Prusia quien empezó a tener influencia en Baviera. No se unió a la Confederación Alemana del Norte fundada en 1867, pero la cuestión de la unidad alemana estaba aún viva. De la mano de esta potencia intervino en la guerra franco-prusiana de 1870-1871 contra Francia: los estados alemanes meridionales de Baden, Wurtemberg, Hesse-Darmstadt y Baviera se unieron a las fuerzas prusianas y al final se unieron a la federación. Después de la guerra Luis II se sometió a la supremacía de Prusia. 

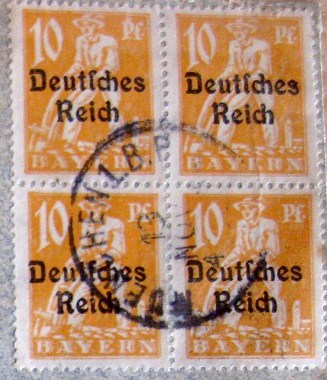
Sellos bávaros durante la época del imperio alemán.

El 23 de noviembre de 1870 se firmó un tratado entre Baviera y la Confederación Alemana del Norte. Por este, aunque Baviera se convertía en una parte integral del nuevo imperio alemán, se reservaba una gran independencia, más que cualquiera de los estados federados del norte de Alemania. Así, conservó un servicio diplomático diferenciado, un Ejército propio —cuyo comandante seguía siendo el rey en tiempos de paz— y sistemas postal, telegráfico y ferroviario independientes, sin integrar dentro de la administración ferroviaria prusiana, como exigía el tratado de la unión aduanera. Por lo tanto, la adhesión al Imperio alemán (1871) no le impidió conservar su categoría de reino y cierta autonomía administrativa. 

Esta autonomía relativa se inserta en la política exterior de Bismarck, con el reino de Baviera visto en Berlín como una «trampa de católicos austriacos».

La inclusión de Baviera en el imperio alemán fue una acción controvertida para los nacionalistas bávaros, que quisieron mantener su independencia. Como Baviera tenía una población mayoritariamente católica, mucha gente se resentía de estar gobernados por la norteña Prusia, cuyos habitantes eran en su mayor parte protestantes. Como consecuencia directa del enfrentamiento entre Baviera y Prusia, se formaron partidos políticos para animar a Baviera a independizarse. Aunque la idea de separatismo bávaro fue popular a finales del siglo xix y principios del xx, aparte de una pequeña minoría como el Partido de Baviera (fundado en 1946), la mayor parte de los bávaros han aceptado que Baviera es parte de Alemania.

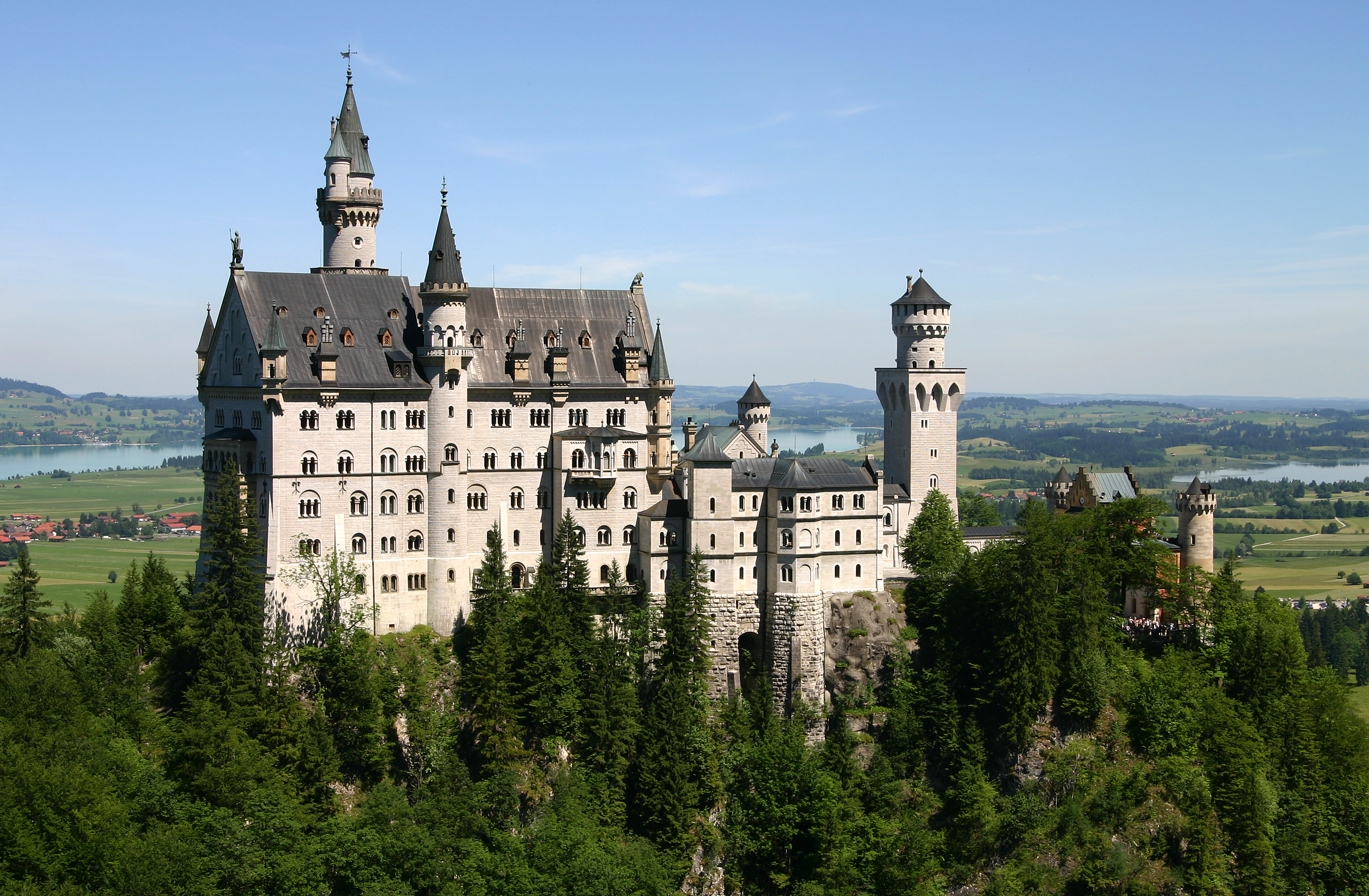
Neuschwanstein, castillo de Luis II de Baviera

Luis II es ciertamente el monarca más conocido, en particular gracias a la construcción de castillos extravagantes (como Neuschwanstein) y por su misteriosa muerte. En 1885 se pronunció a favor de un consejo de regencia, dirigido por su tío Leopoldo de Wittelsbach. Baviera se había convertido en el segundo estado del Reich, el más importante después de Prusia. Entre 1886 y 1913 Baviera fue un reino gobernado por una regencia, pues Otón, el hermano y sucesor de Luis II, enloqueció y fue internado durante cuarenta años en el castillo de Fürstenried. Durante la regencia del príncipe Leopoldo (1886-1912) conoció un período de urbanización e industrialización, en especial con los sectores de metalurgia de transformación en Núremberg y Augsburgo; la industria química en Ludwigshafen (donde se fundó la BASF en 1865); manufacturas variadas en Múnich, Wurzburgo y Bamberg; o la utilización de energía hidroeléctrica en los torrentes de los Alpes. Baviera se convirtió así en una gran región industrial.
La futura emperatriz Isabel de Baviera, llamada Sissi, vivía con su madre y su padre Maximiliano, duque en Baviera, en el castillo de Possenhofen, a orillas del lago de Starnberg.

## Unlandde la República

Situación de Baviera en la República de Weimar. El territorio occidental es el Palatinado Renano, que pasó a formar parte de Renania Palatinado después de la Segunda Guerra Mundial.

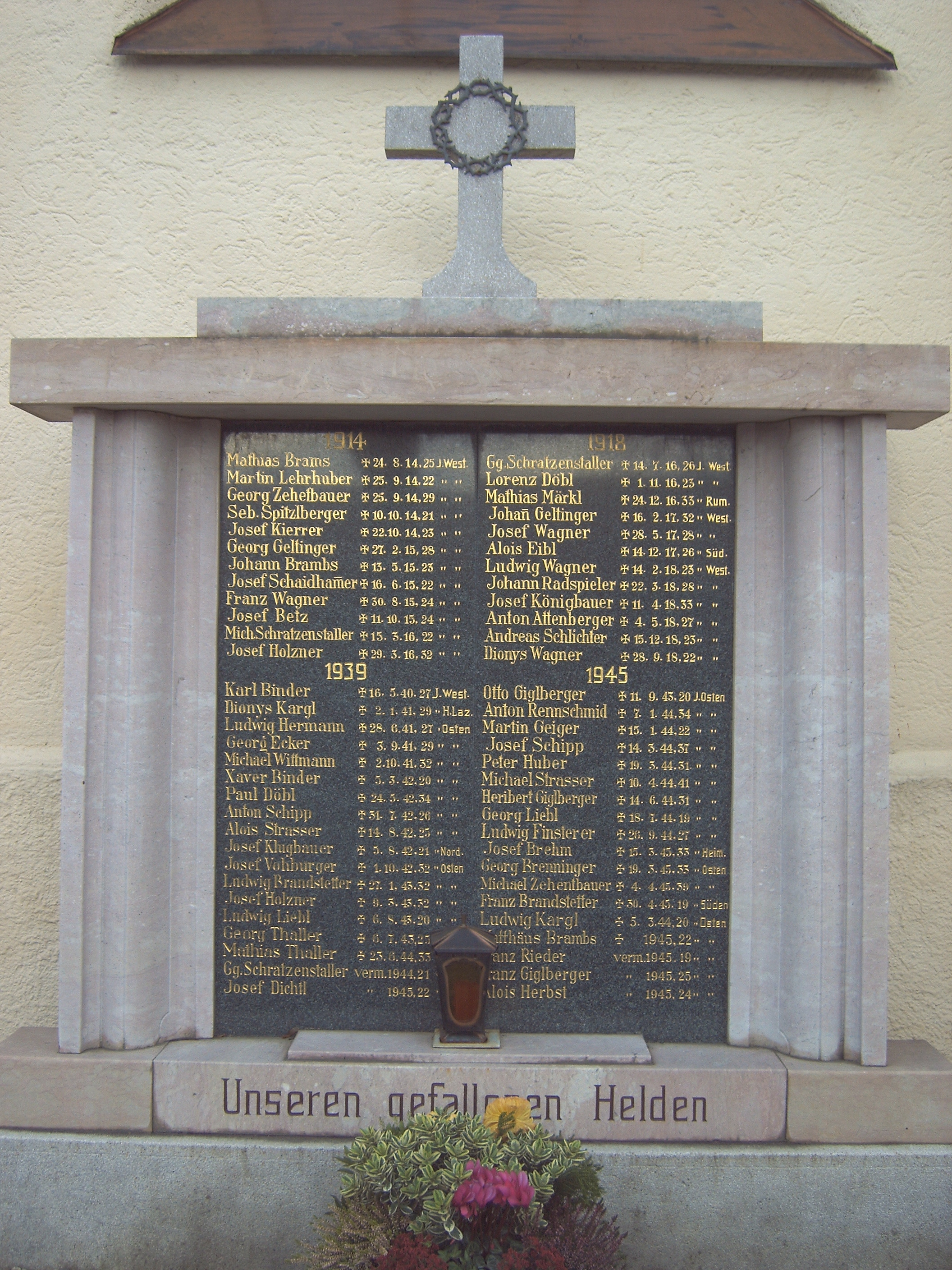
Un memorial dedicado a los soldados muertos en las dos guerras mundiales, en Dietelskirchen

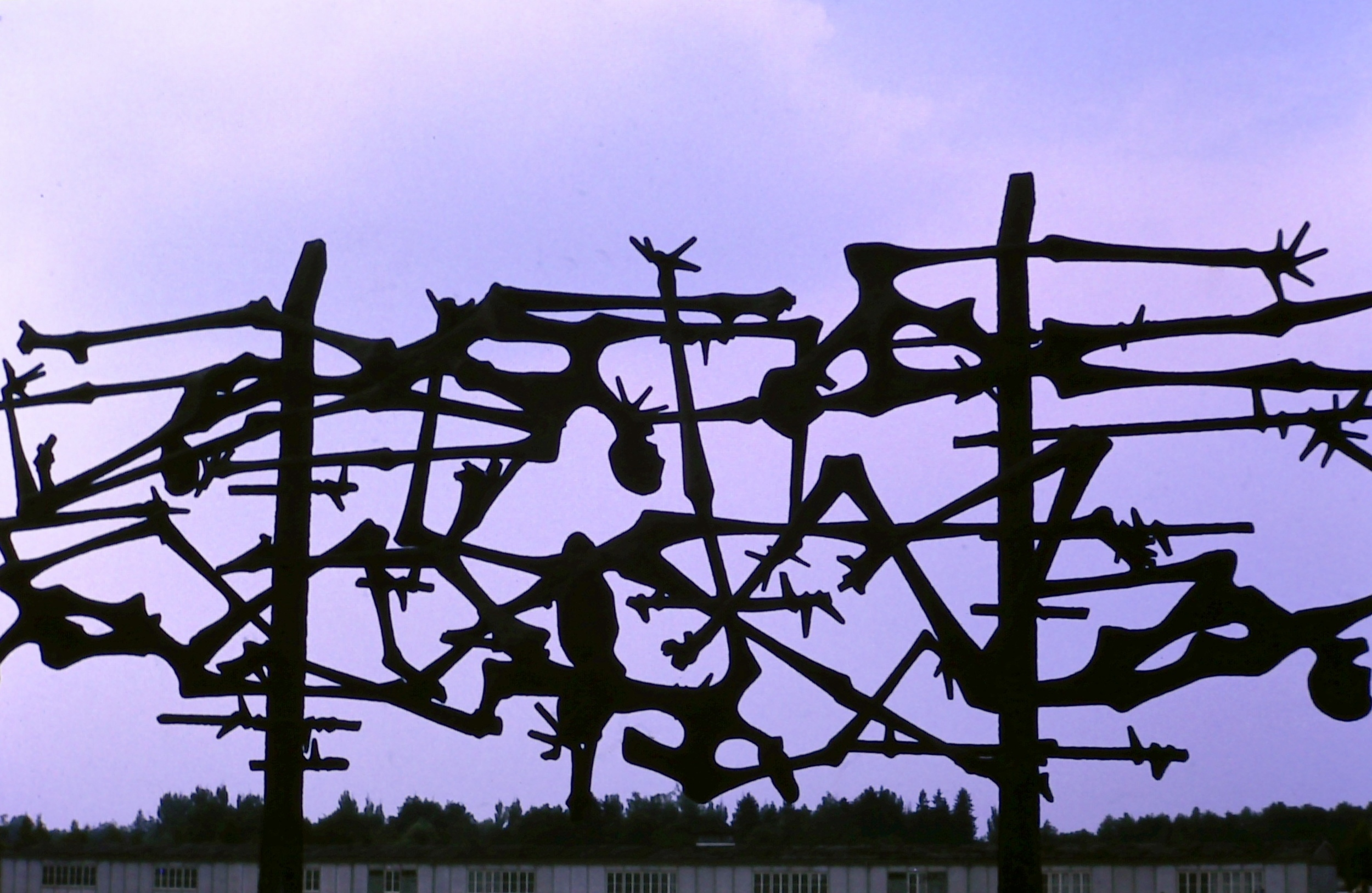
Escultura conmemorativa del campo de concentración de Dachau erigida en 1968

A principios del siglo xx los pintores Vasili Kandinski y Paul Klee, el escritor Henrik Ibsen y otros artistas destacados se vieron atraídos a Baviera, particularmente al distrito muniqués de Schwabing, un centro de actividad artística internacional. Esta zona quedaría devastada por el bombardeo y los combates durante la Segunda Guerra Mundial.
El fin de la Primera Guerra Mundial y del régimen imperial, el 9 de noviembre de 1918 vio la caída de las otras dinastías alemanas: los Wittelsbach abandonaron el poder con la abdicación del rey Luis III el 12 de noviembre, que firmó un documento, la Declaración de Anif, liberando tanto a los funcionarios civiles como militares de sus juramentos. El recién formado Gobierno republicano, que encabezaba el socialista Kurt Eisner, interpretó esto como una abdicación y proclamó la república en Múnich el 10 de noviembre de 1918.
Rápidamente la oposición entre los socialdemócratas, los consejos de trabajadores y soldados y los comunistas complicaron el gobierno. Los meses siguientes fueron tempestuosos: Eisner fue asesinado el 21 de febrero de 1919, y a su Gobierno siguió el del socialdemócrata Johannes Hoffmann, presidente del consejo refugiado en Bamberg. Frente a este Estado Popular de Baviera, los comunistas y anarquistas bávaros, wurtembergueses y prusianos proclamaron el 7 de abril la República Consejista (Räterepublik). Tras varios enfrontamientos entre ambas, la República Consejista fue derrotada en mayo de 1919 por elementos del recompuesto Reichswehr y las tropas paramilitares de los Freikorps. A partir de entonces Baviera fue administrada por un comisario del Reich, prácticamente dictador en asuntos interiores, y se convertiría en un refugio para varias organizaciones revanchistas de extrema derecha.
La nueva Constitución de la que se llamó República de Weimar (oficialmente mantuvo el nombre de «Imperio alemán») se aprobó el 31 de julio y entró en vigor el 11 de agosto de 1919. Asimismo, la Constitución de Bamberg fue promulgada el 12 o el 14 de agosto y entró en vigor el 15 de septiembre; con ella se creó el Estado Libre de Baviera dentro de la República alemana. Baviera conservó el Palatinado, ocupado de 1918 a 1930 por los franceses en virtud del Tratado de Versalles, y adquirió Coburgo en 1920. Sin embargo, debió renunciar a la mayor parte del derecho especial o particular (Sonderrecht). 
El particularismo bávaro no representaba ya una fuerza política. No obstante, Baviera fue el lugar de nacimiento y bastión del nazismo: en Múnich tuvo lugar putsch fallido de noviembre de 1923 por miembros del Partido Nacionalsocialista Obrero Alemán. Además, en esta región se celebraron los grandes desfiles y congresos del partido, en particular en Núremberg. La segunda ciudad de Baviera por población, se convirtió en el escenario de desfiles monumentales, los Reichsparteitage. Irónicamente el último de ellos, en 1939, titulado Reichsparteitag des Friedens (Día del Partido del Reich de la Paz), fue cancelado debido a la invasión alemana de Polonia. Después de la guerra, cuidadosamente elegida por esta razón, la ciudad se convirtió en la sede de los juicios por crímenes de guerra, los juicios de Núremberg. 
Durante los doce años de gobierno nazi, Baviera fue uno de los lugares favoritos de Adolf Hitler, quien apsó mucho tiempo en su residencia en Obersalzberg. El campo de concentración de Dachau, cerca de Múnich, fue el primero en establecerse, en marzo de 1933. Pero Baviera fue también el lugar donde se produjo resistencia pasiva al régimen, siendo la más conocida la Rosa Blanca.

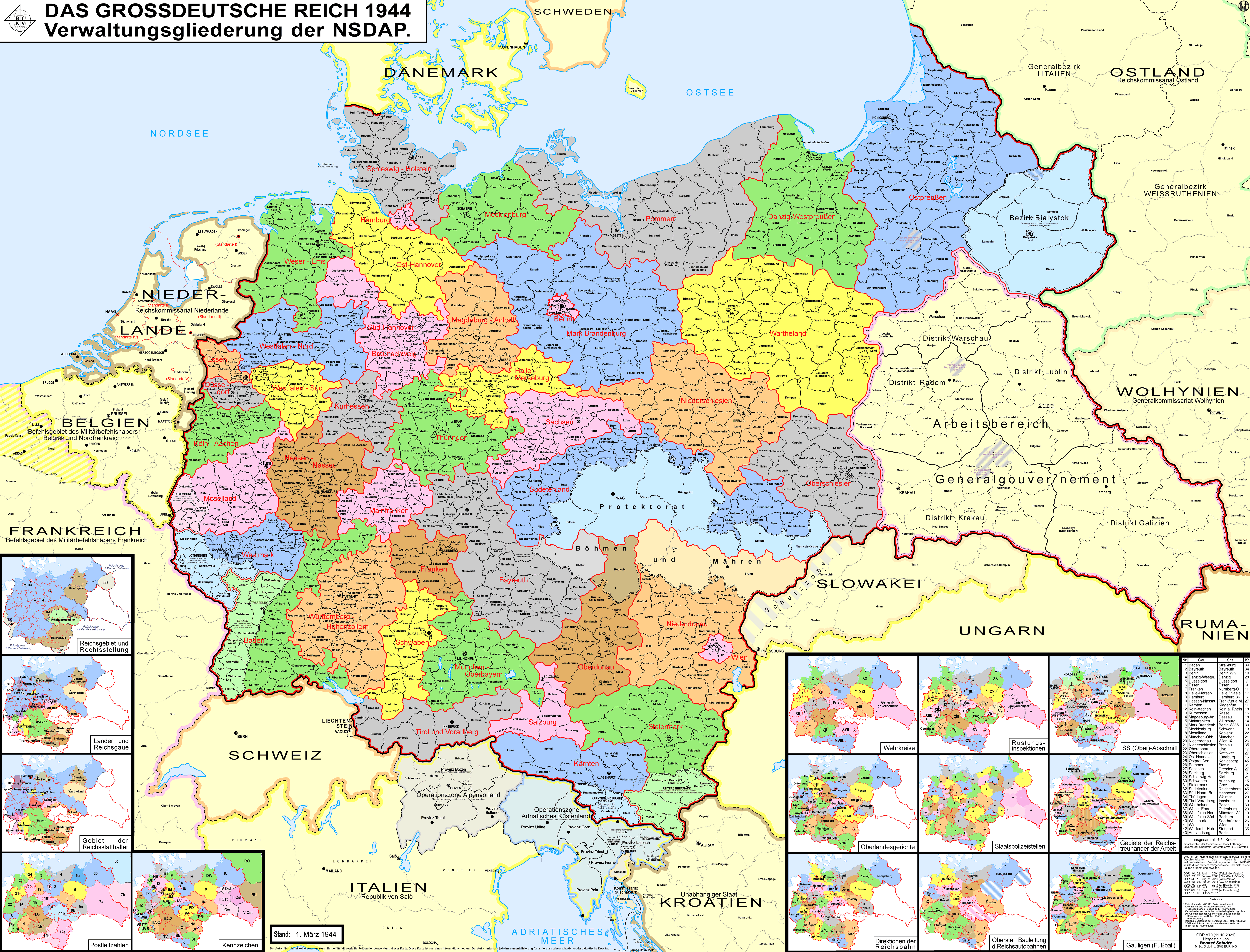
Mapa con las subdivisiones administrativas de la Alemania nazi: los Reichsgaue

Como centro industrial, Múnich fue intensamente bombardeada durante la Segunda Guerra Mundial. Al final de la guerra, Baviera quedó dentro de la zona de ocupación estadounidense. El gobernador militar, Lucius D. Clay, presidió la creación del land de Baviera y nombró a Fritz Schäffer y luego al socialdemócrata Wilhelm Hoegner como ministros presidentes. La Unión Social Cristiana de Baviera (CSU) se formó en el año 1946 y ganó las primeras elecciones al parlamento regional. Aunque el partido había obtenido la mayoría absoluta, Hans Ehard formó un Gobierno de coalición con los socialdemócratas, que también habían participado en la preparación de la nueva constitución del land. El Palatinado Renano fue separado de Baviera en 1946 e incluido en el nuevo estado Renania-Palatinado. 
La política de Baviera está influenciada por las tendencias autonomistas o descentralizadoras que Ehard representaba durante la preparación de la constitución de la República Federal de Alemania (RFA). El texto adoptado refleja en gran medida estos puntos de vista, pero Baviera fue el único territorio occidental que votó contra la Ley Fundamental en 1949. Eligieron no firmar el Tratado Fundacional de la RFA porque se oponían a la división de Alemania en dos Estados. El Parlamento bávaro tampoco firmó la Ley Fundamental de Bonn porque no garantizaba suficientes poderes a los Länder. Pero, al mismo tiempo, acordaron que la Ley sería aplicable en Baviera si dos tercios de los otros Länder la ratificaban. El resto de los Länder la ratificaron, de manera que se convirtió en ley. 
Durante la Guerra Fría, Baviera formó parte de la Alemania Occidental. Fue gobernada mayoritariamente por el Unión Social Cristiana de Baviera. El CSU fue el único partido democristiano que rechazó la fusión en una organización única bajo la dirección del canciller Konrad Adenauer. Sigue siendo independiente de la Unión Demócrata Cristiana (CDU), con la que colabora a nivel federal. La CSU domina la política regional y es el partido que reúne el mayor número de votos en cada elección desde 1946. En 2008 sufrió un importante revés electoral (el 43 % frente al 61 % en 2003, y nunca menos del 53% desde 1970) y se vio obligado a formar una coalición con el FDP.
Baviera es uno de los estados más ricos de la Alemania reunificada, con una de las tasas más bajas de desempleo.[cita requerida] Se ha convertido en una región de alta tecnología de nivel internacional, siendo una de las regiones europeas con una economía más fuerte. Con un producto nacional bruto de 409,5 millardos de euros en el año 2006, supera ella sola a 21 de los 27 Estados miembros de la Unión Europea. El rendimiento económico per cápita de 32 815 euros se sitúa claramente por encima de la medida alemana y europea. En 2006 Baviera fue el único land alemán que presentó un presupuesto equilibrado. Además, es uno de los lugares científicos más activos del mundo a nivel de investigación. Con un 3 % de su PNB consagrado a la investigación y el desarrollo, Baviera se sitúa en un nivel nacional e internacional muy alto. 28,3 % de las patentes alemanas proceden de Baviera. La investigación bávara es muy diversa: con sus 11 universidades, 17 escuelas superiores especializadas, 3 institutos de investigación, 12 institutos Max-Planck y 9 centros de la Fraunhofer-Gesellschaft, Baviera es uno de los centros de investigación más importantes del planeta.